# Żejtun Corinthians FC
El Zejtun Corinthians FC es un equipo de fútbol de Malta que milita en la Maltese National Amateur League, la tercera liga de fútbol más importante del país.

## Historia
Fue fundado en el año 1943 en la ciudad de Zejtun como uno de los equipos que surguieron al finalizar la Segunda Guerra Mundial, a consecuencia de que la Asociación de Fútbol de Malta reactivó el deporte en Malta.
El nombre fue tomado de un club inglés con el mismo nombre, cuyo primer presidente fue Joseph Cassar, y su uniforme se inspiró en el usado por el Sliema Wanderers FC. El club ascendió a la Segunda División de Malta en la década de los años 1960s, y ascendió a la Primera División de Malta por primera vez en la temporada 1986/87.

## Palmarés
- Segunda División de Malta: 1

2016/17

## Gerencia
- Presidente: Sean Abela
- Vice Presidente: Ivan Buttigieg and Adelbert Camilleri
- Secretario: Ray Attard
- Asistente del Secretario: Shalom Mercieca
- Tesorero: Melvyn Darmanin
- Asistente del Tesorero: Moses Mercieca
- Miembros del Comité Ejecutivo: Richard Curmi, Mario Duca, Albert Cumbo, Angelo Curmi, Noel Caruana, Leonard Underwood, Mario Ellul, Benny Desira.